# Tropidophorus boehmei
Espèce
Tropidophorus boehmei est une espèce de sauriens de la famille des Scincidae.

## Répartition
Cette espèce est endémique de la province de Lào Cai au Viêt Nam.

## Étymologie
Cette espèce est nommée en l'honneur de Wolfgang Böhme.

## Publication originale
- Nguyen, Nguyen, Schmitz, Orlov & Ziegler, 2010 : A new species of the genus Tropidophorus Duméril & Bibron, 1839 (Squamata: Sauria: Scincidae) from Vietnam. Zootaxa, no 2439, p. 53–68.